# هایلونگتون
هایلونگتون (به انگلیسی: Hailongtun) (چینی ساده‌شده: 海龙屯; چینی سنتی: 海龍屯; پین‌یین: Hǎilóngtún; ت.ت. 'دژ اژدهای دریا') یک قلعه ویران‌شده در کوه Longyan، واقع در روستای Hailongtun، شهر Gaoping، زونیای، استان گوئیژو، چین است. این دژ، دژ مستحکم حکومت محلی بوجو بود تا اینکه پس از شورش بوجو توسط دودمان مینگ نابود شد. هایلونگتون به‌عنوان تنها دژ واقعی فئودالی به‌خوبی حفظ‌شده در چین، یکی از سایت‌های باستان‌شناسی توسی است که در ۳ ژوئیه ۲۰۱۵ توسط یونسکو در فهرست میراث جهانی ثبت شد.
هایلونگتون در سال ۱۲۵۷ میلادی، در دوران دودمان سونگ تأسیس شد. این دژ به‌عنوان پایگاه اصلی حکومت محلی بوجو که توسط خاندان یانگ اداره می‌شد، از دوران سونگ جنوبی تا دودمان مینگ مورد استفاده قرار گرفت. در سال بیست‌وهشتم حکومت وان‌لی (۱۶۰۰ میلادی)، پس از شکست شورش بوجو توسط دودمان مینگ، آخرین توسی این حکومت، یانگ یینگ‌لونگ، خودکشی کرد و قلعه به آتش کشیده شد.
این قلعه مساحتی در حدود ۱٫۵۹ کیلومتر مربع دارد و دارای ۶ گذرگاه در شرق و ۳ گذرگاه در غرب است و دیوارهای آن تقریباً ۶ کیلومتر طول دارند. دژ از هر چهار طرف با صخره‌های بلند احاطه شده و تنها از طریق یک جاده کوهستانی قابل دسترسی است. گذرگاه سمت کوهستان با نام گذرگاه فیهو شناخته می‌شد و گذرگاه شرقی را گذرگاه فیلونگ می‌نامیدند. در پای تپه سمت راست، گذرگاه ستون مسی و در پای تپه سمت چپ، گذرگاه ستون آهنی قرار داشت.
معماری این دژ، اهمیت استراتژیک آن را نشان می‌دهد. دروازه‌های شهر با برج‌های تیراندازان محافظت می‌شدند. هرچند هیچ مدرکی برای اثبات این ادعا وجود ندارد، اما گفته می‌شود که یک دیوار سنگی بزرگ، که به اندازه کافی عریض بود تا اسب‌ها بتوانند روی آن بتازند، تمامی گذرگاه‌ها را به هم متصل می‌کرد. همچنین، شهر با خندقی عمیق محصور شده بود.